# コメット・ピンポン
コメット・ピンポン（Comet Ping Pong）は、ワシントンD.C.にあるピザレストラン、コンサート会場。

## 歴史

### ピザゲート陰謀論と2016年の銃撃事件

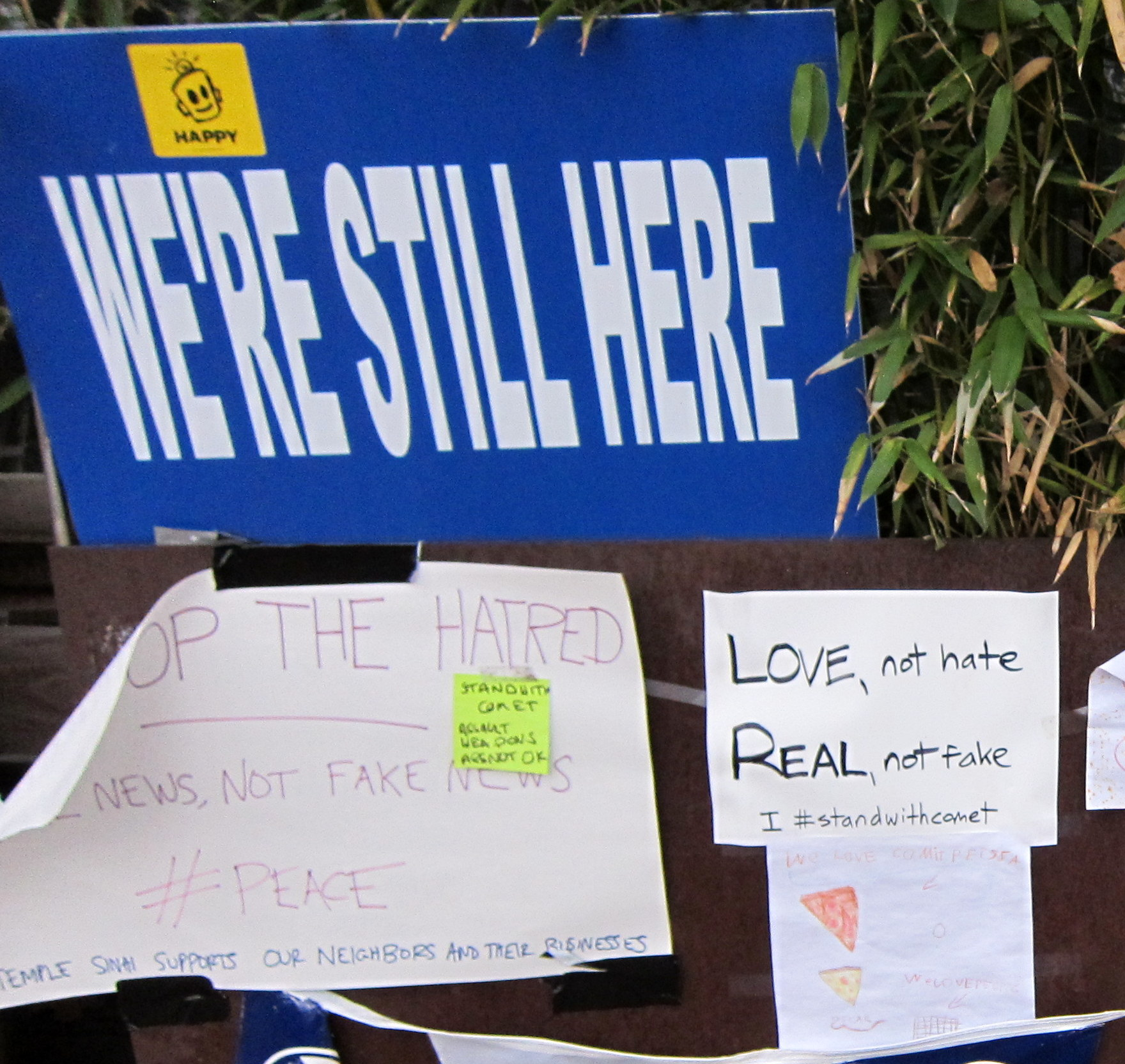
地域の住民が、銃撃事件後にコメット・ピンポンの前で掲示したメッセージ。

2016年11月初旬、いくつかのウェブサイトやインターネットコミュニティで、コメット・ピンポンと様々な民主党員が、「ピザゲート」と呼ばれる空想上の児童人身売買組織の一員であるとして事実と異なる主張が行われた。
2016年12月4日、ノースカロライナ州ソールズベリーから来た男が、セミオートマチックライフルを持ってコメット・ピンポンに侵入し、店内で3発発砲した。負傷者はいなかった。